# Dirk Marcellis
Dirk Marcellis (ur. 13 kwietnia 1988 w Horst aan de Maas) – holenderski piłkarz występujący na pozycji środkowego obrońcy. Od 2015 gra w PEC Zwolle.

## Kariera klubowa
Dirk Marcellis jako junior grał w klubach RKSV Wittenhorst oraz VVV Venlo. Zawodową karierę rozpoczął w 2006 w PSV Eindhoven. W jego barwach zadebiutował 11 kwietnia 2007 w przegranym 0:1 rewanżowym meczu ćwierćfinałowym Ligi Mistrzów przeciwko Liverpoolowi. W 64. minucie został wówczas ukarany czerwoną kartką, a opuszczając boisko został nagrodzony przez kibiców PSV brawami. W Eredivisie Marcellis po raz pierwszy wystąpił 6 października w spotkaniu przeciwko Willem II.
Po tym jak trenerem PSV został Sef Vergoossen, holenderski gracz regularnie zaczął grywać w podstawowej jedenastce. 2 lutego Marcellis przedłużył swój kontrakt z PSV do połowy 2012. 20 kwietnia drużyna "Boeren" po raz 4. z rzędu zapewniła sobie tytuł mistrza kraju, a kibice z PSV–Network wybrali Holendra jednym z trzech najlepszych obok Heurelho Gomesa i Ibrahima Afellaya zawodników swojej drużyny. W sezonie 2009/2010 Marcellis stracił miejsce w pierwszym składzie PSV. W 2010 odszedł do AZ Alkmaar, a w 2015 najpierw do NAC Breda, a następnie do PEC Zwolle.

## Kariera reprezentacyjna
W 2005 Marcellis rozegrał 3 mecze i strzelił 1 gola dla reprezentacji Holandii do lat 17. Następnie dzięki dobrym występom w Pucharze UEFA przeciwko Tottenhamowi Hotspur i Fiorentinie, w których zawodnik PSV miał za zadanie pilnować kolejno Dimityra Berbatowa i Adriana Mutu, uwagę na holenderskiego obrońcę zwrócił trener reprezentacji do lat 21 – Foppe de Haan. Marcellis zaczął grywać w jej podstawowym składzie, a dzięki dobrym występom media zaczęły porównywać go do Jaapa Stama.
W 2008 de Haan powołał Marcellisa do 18–osobowej kadry na Igrzyska Olimpijskie w Pekinie. Holendrzy w ćwierćfinale przegrali po dogrywce z Argentyną 1:2 i odpadli z turnieju. Sam Marcellis na igrzyskach był podstawowym piłkarzem reprezentacji swojego kraju i zagrał w każdym z 4 pojedynków. Oficjalny debiut w drużynie narodowej zaliczył 11 października tego samego roku w wygranym 2:0 spotkaniu z Islandią w ramach eliminacji do Mistrzostw Świata 2010.